# Adam Szejnfeld

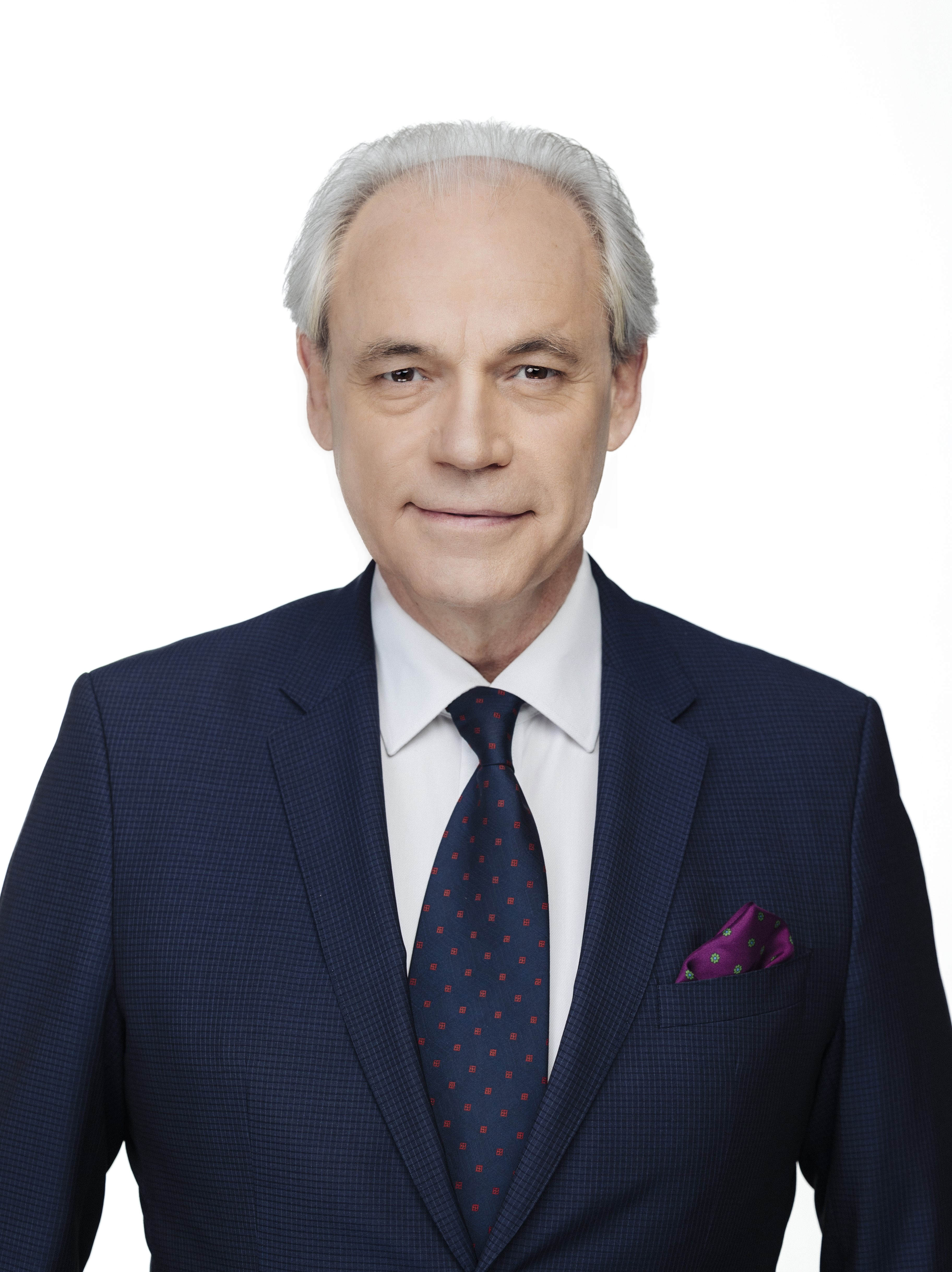
Adam Szejnfeld (2023)

Adam Stanisław Szejnfeld (* 13. November 1958 in Kalisz) ist ein polnischer Politiker (UD, UW, PO). Von 2007 bis 2009 war er Staatssekretär im polnischen Wirtschaftsministerium. Er gehörte von 1997 bis 2014 dem Sejm in der III., IV., V., VI. und VII. Wahlperiode an. Von 2014 bis 2019 war er Mitglied des Europaparlaments. Seit 2019 gehört er dem Senat der Republik Polen an.

## Leben und Beruf
Adam Szejnfeld studierte an der Adam-Mickiewicz-Universität Posen, welche er 1997 mit einem Magister in Recht abschloss. Von 1976 bis 1980 war er im Kombinat PGR Noteć, einem Landwirtschaftsbetrieb, angestellt. 1979 wechselte er in das Kombinat PGR Strzelce. 1988 bis 1990 war Szejnfeld dann in einem privaten Unternehmen tätig. Von 1995 bis 1997 war er in der Agentur zur Vermittlung von Handel und Dienstleistungen in Großpolen Helper angestellt. 1996 bis 1997 war Szejnfeld Berater der Versicherungsagentur Union in Posen.
Adam Szejnfeld ist verheiratet.

## Politik
Von 1980 bis 1981 war er Leiter der Betriebskommission der neu gegründeten unabhängigen Gewerkschaft Solidarność im Kombinat PGR Strzelce. Auch nach dem Verbot engagierte er sich dort weiter. Nach Verhängung des Kriegsrechts wurde er von Dezember 1981 bis Juli 1982 interniert.
In der Wendezeit schloss er sich der Ruch Obywatelski Akcja Demokratyczna und später der Unia Demokratyczna (UD) an. Am 1. Juni 1990 wurde Szejnfeld Bürgermeister der Gmina Szamocin und blieb dies bis zum 1. Juli 1994. Von 1990 bis 1998 war er Mitglied des Stadtrates. Bei der Parlamentswahl 1993 kandidierte er erfolglos für die UD. 1997 trat er bei den Parlamentswahlen für die Unia Wolności (UW), die aus einer Fusion der UD mit dem Kongres Liberalno-Demokratyczny entstanden war, an und konnte einen Sitz im Sejm erringen. Er war stellvertretender Vorsitzender der Kommission für kleine und mittlere Unternehmen und der bilateralen Gruppe Polen-China. Bei den Parlamentswahlen 2001 konnte Adam Szejnfeld erneut, jetzt für die neu gegründete Platforma Obywatelska (PO), im Wahlkreis Piła mit 9.290 Stimmen ein Mandat erringen. Er blieb stellvertretender Vorsitzender der Unternehmenskommission, wurde aber weiterhin Vorsitzender der Kommission für Wirtschaft und Vorsitzender der polnisch-indischen Gruppe. Weiterhin war er Mitglied des Rates für Tourismus beim Wirtschaftsministerium. Nach den Wahlen 2005, wo er 26.568 Stimmen erhielt, blieb Szejnfeld Vorsitzender der bilateralen polnisch-indischen Gruppe, wurde stellvertretender Vorsitzender der Wirtschaftskommission und Vorsitzender der Tourismuskommission. Bei den vorgezogenen Parlamentswahlen 2007 trat er im Wahlkreis 38 Piła an und konnte mit 57.343 Stimmen erneut in den Sejm einziehen. Am 20. November 2007 wurde er Staatssekretär, gleichzusetzen mit dem stellvertretenden Minister, des Wirtschaftsministeriums. Im Oktober 2009 reichte er seinen Rücktritt als stellvertretender Minister ein. Auch 2011 gelang ihm die Wiederwahl.
Bei der Europawahl 2014 wurde Szejnfeld ins Europäische Parlament gewählt. Bei der Europawahl 2019 kandidierte er nicht erneut. Stattdessen bewarb er sich erfolgreich um einen Sitz im Senat der Republik Polen. 2023 wurde er erneut in den Senat gewählt.